# Sojuz 9
Sojuz 9 byla kosmická loď SSSR z roku 1970, která se svou posádkou absolvovala dlouhodobý let na orbitální dráze kolem Země. Podle katalogu COSPAR dostala označení 1970-041A a byla 37. pilotovaným letem kosmické lodě z naší planety. Její volacím znakem byl SOKOL.

## Posádka
Dvoučlennou posádku tvořili tito kosmonauti:
- Andrijan Nikolajev, velitel lodě, 40 let, jeho druhý let.
- Vitalij Sevasťjanov, palubní inženýr, 34 let, první let

## Průběh letu
Loď odstartovala 1. června 1970 z kosmodromu Bajkonur s pomocí stejnojmenné rakety Sojuz. Brzy se dostala na určenou dráhu ve výši 207–220 km nad Zemí. Během 5. a 17.oběhu provedli korekce dráhy na výšku 247–266 km nad Zemí. Hlavním cílem mise bylo sledovat, jak se adaptuje lidský organismus na dlouhodobé působení stavu beztíže. Na programu byla četná pozorování Země kvůli potřebám národního hospodářství, např. bouřky, sněhová a ledová pole, geologické snímkování. Byly odzkoušeny různé navigační experimenty, tj.orientace posádky podle hvězd či podle zemského obzoru.
Loď s kosmonauty přistála za pomocí brzdících motorů a padákového systému na území Kazachstánu 19. června 1970 zhruba 75 km západně od města Karaganda, u vesničky Intumak. Oba kosmonauty museli z přistávacího modulu vynést, vlastními silami vystoupit nedokázali. Na oběžné dráze strávili 424 hodin, během nichž 286krát obletěli Zemi, ve své době byli světovými rekordmany v délce pobytu mimo Zemi.

## Konstrukce lodě
Udaná startovací hmotnost byla 6575 kg. Sedm metrů dlouhá loď se obdobně jako ostatní lodě Sojuz skládala ze tří částí, kulovité orbitální sekce, návratové kabiny a sekce přístrojové. Loď nebyla vybavena spojovacím zařízením. Měla svůj padákový systém a brzdící motory.